# Socastee
Socastee es un lugar designado por el censo ubicado en el condado de Horry, en el estado estadounidense de Carolina del Sur. La localidad en el año 2000 tiene una población de 14.295 habitantes en una superficie de 36 km², con una densidad poblacional de 412.8 personas por km². 

## Geografía
Socastee se encuentra ubicado en las coordenadas 33°41′10″N 78°59′33″O / 33.68611, -78.99250. Según la Oficina del Censo, el pueblo tiene un área total de 36 km² (13,9 mi²), de la cual 34,6 km² (13,4 mi²) es tierra y 1,4 km² (0,5 mi²) (3.81%) es agua.

### Localidades adyacentes
El siguiente diagrama muestra a las localidades en un radio de 12 kilómetros (7,5 mi) de Socastee.

## Demografía
En el 2000 la renta per cápita promedia del hogar era de $40.436, y el ingreso promedio para una familia era de $45.994. El ingreso per cápita para la localidad era de $18.069. En 2000 los hombres tenían un ingreso per cápita de $28.845 contra $21.782 para las mujeres. Alrededor del 9.30% de la población estaba bajo el umbral de pobreza nacional. 